# Équipe du Chili de rugby à XIII
L’équipe du Chili de rugby à XIII est la sélection officielle qui représente le Chili dans les compétitions et matchs internationaux. Elle est composée des meilleurs joueurs chiliens ou d'origine chilienne.

## Histoire
Le rugby à XIII (connu localement comme Futbol a 13 ) a été introduit au Chili en 2015, lorsque « Futbol a 13 », la fédération nationale, a été formée.
Cette dernière a été créée dans le cadre d'une opération de développement du rugby à XIII en Amérique latine, baptisée « Latin Heat », et repose sur un travail en partenariat avec un Australien expatrié qui fit participer le pays à sa première compétition, un tournoi de rugby à IX.
Le Chili met ensuite en place un championnat qui démarre en 2016 et qui été élargi à de nouveaux clubs en 2017.
En novembre 2016, le Chili participe à la première édition d'une compétition régionale des pays d'Amérique latine, qui est organisée à Miramar en  Argentine, comprenant le Chili, l'Argentine, et le Brésil , une sorte de « Tri-series », qui sera gagnée par l'Argentine.
En novembre 2017, c'est au tour du Chili qui, dans sa ville de Los Ángeles, accueille la cérémonie inaugurale d'un championnat de rugby à XIII des nations d'Amérique latine étendu, comprenant les équipes nationales du Chili, de l'Argentine, de la Colombie et du Brésil,. Le Chili remporte ce premier tournoi, en battant l'Argentine 32-12 dans en finale.
Le pays obtient le statut de membre affilié de la RLIF en 2018.

## Première campagne de qualification pour la coupe du monde en 2018 et échec
Le Chili dispute pour la première fois, les éliminatoires de la Coupe du monde pour l'édition de 2021. Il a fort à faire car la formule du double programme retenue, ne lui laisse pratiquement aucune chance . Il doit en effet affronter les américains sur un match unique, match qu'il doit impérativement gagner pour « rester dans la course » et accéder aux deux seules places qualificatives possibles, celles de finalistes de ce tournoi, qui a lieu au mois de novembre 2018 en Floride. 
La première journée confirme l'écart de niveau des nouveaux venus avec les autres équipes de la zone ; les Chiliens sont largement battus par les États-Unis sur le score de 62 à 00. Ils font à peine mieux face aux Canadiens, lors du match de classement de la seconde journée, puisqu'ils marquent douze points (62-12).

## Les matchs du XIII du Chili

### Palmarès
| Coupe du monde                              | Championnat des Amériques                            |
| ------------------------------------------- | ---------------------------------------------------- |
| - Coupe du monde (0) - Aucune qualification | - Championnat des Amériques (0) - Quatrième en 2018. |

#### Parcours en Coupe du monde
| Année | Position   |         | Année      | Position |              | Année | Position |
| 1954  | Non invité | 1975    | Non invité | 2008     | Non invité   |       |          |
| 1957  | Non invité | 1977    | Non invité | 2013     | Non invité   |       |          |
| 1960  | Non invité | 1985-88 | Non invité | 2017     | Non invité   |       |          |
| 1968  | Non invité | 1989-92 | Non invité | 2021     | Non qualifié |       |          |
| 1970  | Non invité | 1995    | Non invité |          |              |       |          |
| 1972  | Non invité | 2000    | Non invité |          |              |       |          |

#### Parcours en Championnat des Amériques
| Année | Position   |      | Année      | Position |           | Année | Position |
| 2016  | Non invité | 2017 | Non invité | 2018     | Quatrième |       |          |